# Nólsoy
Nólsoy (dánul: Nolsø) egy sziget Feröer középső részén, a Streymoy szigetén található fővárostól, Tórshavntól keletre. Egyetlen települése az azonos nevű Nólsoy.

## Földrajz

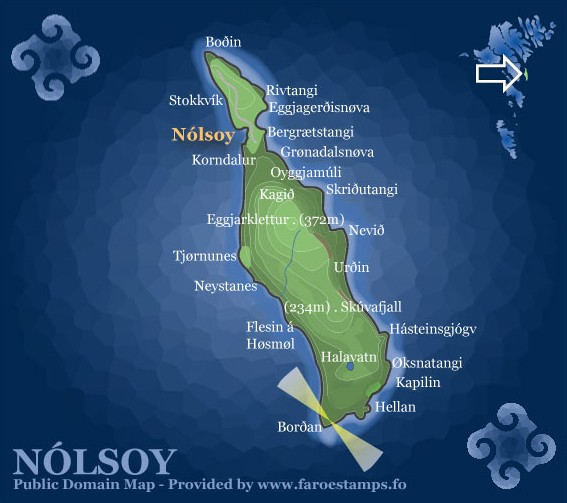
Nólsoy térképe

Nólsoy 5 km-re keletre fekszik a fővárostól, Tórshavntól. A 10,32 km² területű sziget mintegy 9 km hosszan nyúlik el északnyugat-délkeleti irányban, és természetes védelmet nyújt a keleti viharokkal szemben. Legmagasabb pontja, az Eggjarklettur 372 m magas, ezzel a leglaposabbnak számít Feröer szigetei közül. Az egyetlen település a déli hegyet az északi lapos résztől elválasztó keskeny földnyelven fekszik. A déli part két hegyfokán egy-egy 19. század végén épült világítótorony található: Øknastangi délkeleten és Borðan délen; utóbbi Dánia legnagyobb világítótornya.

### Élővilág
A sziget madárvilága nemzetközi jelentőségű. Évente mintegy 90 000 pár tengeri madár költ ezen a területen. A legjelentősebb fajok az európai viharfecske (50 000 pár), a lunda (30 000 pár) és a fekete lumma (100 pár).

## Népesség
A sziget egyetlen települése Nólsoy.
| Év              | Lakosság |
| --------------- | -------- |
| 1986. január 1. | 323      |
| 1991. január 1. | 303      |
| 1996. január 1. | 242      |
| 2001. január 1. | 262      |
| 2006. január 1. | 252      |

## Közlekedés
Az egy településsel rendelkező szigeten autók szinte nincsenek. Naponta többször komp közlekedik Tórshavnba.

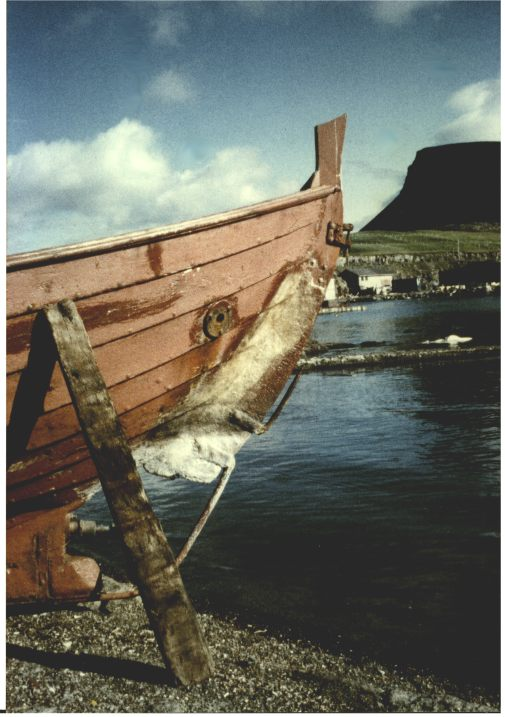
Halászhajó Nólsoy kikötőjében (1989)